# 国民党反动派
国民党反动派、国民党反动派政府、国民党反动统治集团、国民党顽固派:78等是中国共产党和中華人民共和國方面对中華民國政府（國民政府）、中國國民黨的政治贬称及歷史用語，依中國人民政治協商會議共同綱領，官方「國民黨反動統治」一詞使用至五四憲法取代共同綱領為止。
自1927年4月蔣中正另立南京國民政府起，至1949年渡江战役解放军攻占南京，这一时期被中国共产党和中華人民共和國方面称为“国民党二十二年反动统治”。

## 历史
1910年代开始，“反动”一词在中国逐步成为革命用语。1922年6月15日，中共中央发表《中国共产党对时局的主张》，首次使用“反动派”概念，所指即北洋军阀段祺瑞等“反动军阀”:10—11。第一次国共合作开始后，中国共产党形成国民党左派、右派的概念。最初，中国共产党未将國民黨右派定义为反动派。1925年8月，廖仲恺遇刺后。中国共产党对国民党右派就是“反动派”的认知不断深化:13。
1927年4月，蔣中正发动四一二事件后，国共彻底反目。日后，中华人民共和国作者将蔣中正发动四一二事件、另立南京國民政府，称为“标志国民党右派已经变成了反动派”。但在当时，中共中央发表的《中国共产党为蒋介石屠杀革命民众宣言》中，将蔣中正与中國國民黨区分，仅定性蔣中正为“反革命”。9月寧漢合流后，中国国民党各派系已联合打击中国共产党。至此，中国共产党已完全将中國國民黨、國民政府定性为反革命、反动派:15。
除国民党反动派一词外，中国共产党和中华人民共和国方面使用国民党顽固派、国民党反动派政府:159、国民党反动政府、国民党反动集团、国民党反动政权等类似词语，即指蔣中正领导下的中華民國政府（國民政府）和中国国民党，以及中華民國國軍（國民革命軍）:76—77。为彰显蒋中正的“个人独裁”，则称为蒋介石政权、蒋介石匪帮、蒋介石集团、蒋介石反动统治集团、蒋介石独裁政府、蒋介石卖国政府、蒋军等。中國共產黨領導人毛泽东在抗日战争时期的著作中，常使用国民党顽固派一词:78。1949年迁台後的中华民国政府一段時間內仍被中华人民共和国官方称为国民党反动派，直到1954年五四憲法通過停止使用「國民黨反動派」一詞。
此类词语亦因不同使用者、不同时期，词义产生变化。第二次国共内战期间，国共之外的民主党派所指的国民党反动派，即中國國民黨内部“自私、顽固、反动、反民主”的分子，是国民党的“当权派”和“好战派”。并不包括当时中國國民黨領袖蔣中正。其后范围扩大。从中國國民黨領袖到其领导的中華民國政府各部门要员，“从军事到政治到经济各个方面”，皆为国民党反动派:261—262。
在中华人民共和国政治宣传领域，蔣中正领导的党政军等同国民党反动派是为固有观念:76:159。一般认为蔣中正和“国民党反动派”代表的是大地主、大资产阶级利益:76。有中华人民共和国学者赞同称国共内战期间的国民党为“国民党反动派”，但抗日战争期间的国民党及其领导的国民政府、国民革命军，则不宜称为“国民党反动派”:76—77。对于1949年迁台之前的國民政府以及中华民国政府，較不具贬义的代称则是國民黨政府。而中华人民共和国政府处理臺灣問題时，或以蒋介石集团、台湾当局为中华民国政府代称。

## 备注
1. ↑  类似用法，毛泽东在1947年12月25日所著《目前形势和我们的任务》一文中，称为“蒋介石的二十年反革命统治”[5]。
2. 1 2  参见：1950年2月28日发表的《台湾民主自治同盟告台湾同胞书》。